# Jewish Life Television
Jewish Life Television (JLTV) è una Televisione satellitare e via cavo statunitense di 24 ore a tempo pieno che offre programmazione internazionale in inglese di tematica ebraica. Lanciata nel 2007, Jewish Life Television (JLTV) offre notizie, sport, stile di vita e programmi di intrattenimento tra cui film, documentari, musica, recensioni, interviste ed eventi speciali.

## I riflettori su Israele e la vita ebraica
La scelta di porre i riflettori su Israele e la vita ebraica internazionale, così come Jewish News One (o Guysen TV che si  è poi trasformata in I24news), è facilitata da studi televisivi a Los Angeles, New York e Toronto, in Canada, nonché uffici a Gerusalemme, Tel Aviv, Washington, Miami, Londra e Mosca. Sul suo sito web è possibile accedere alla programmazione live e on-demand; guardare uniche notizie locali, nazionali ed internazionali, e prendere parte a una delle più rapide crescite delle reti sociali online. Negli Stati Uniti, Jewish Life Television (JLTV) può essere vista da 33 milioni di famiglie in tutti i 50 stati attraverso DirecTV, Time Warner Cable che è anche proprietaria della HBO, una delle emittenti televisive via cavo più popolari degli Stati Uniti d'America, insieme a sistemi di trasmissione indipendenti anche per la distribuzione canadese.  Il 26 gennaio 2011, Jewish Life Television (JLTV) è stata ufficialmente aggiunta alla lista approvando la CRTC di servizi stranieri e permettendo al canale di espandersi anche in Canada oltre che nel resto del mondo. Ethnic Channels Group, che ha patrocinato l'applicazione per ottenere JLTV sulla lista approvata, è il distributore ufficiale canadese del canale.
Tutti i telegiornali di I24news sono trasmessi regolarmente negli Stati Uniti tramite Jewish Life Television.